# Kerkstraat 1 (Eemnes)
Kerkstraat 1, ook Wakkerendijk 4 is een rijksmonument op de hoek van de Kerkstraat met de Wakkerendijk in Eemnes in de provincie Utrecht. 
De langhuisboerderij werd in 1702 bewoond door biersteker Casper Ruijsendaal. Tot 1750 was schout Willem Verweij de eigenaar. Van 1879 tot 1940 was er het bedrijf van metselaarsfamilie Groen gevestigd. Hierna werd het door Piet Wortel tot 1971 gebruikt als antiekzaak.
Langs de gevelranden zijn vlechtingen gemetseld. De gevels aan de Wakkerendijk zijn voorzien van luiken. De gevel aan de Kerkstraat heeft aan de eerste verdieping schuifvensters.